# Pető Tóth Károly
Pető Tóth Károly (Dorog, 1954. február 23. –) költő, műfordító, írói álnevei Kampó Igric, Carls Carlsson.

## Pályafutása
1993 és 1995 között a Tilos Rádióban vezette Farkas Attilával a Radio Stupidity c. műsort.

## Munkái

### Pető Tóth Károly néven
- Tízezerlyukú síp egylyukú rosta (szerk.: Abody Rita, Göncöl Kiadó Kft., 1991)
- Hal-álom (Cserépfalvi Könyvkiadó, 1994)
- Mai kocsma (verseskötet)

### Kampó Igric néven
- Abszurd Napszúrás (Magyar Műhely Kiadó – TeKiKaGYü,[3] 2002)

### Carls Carlsson név alatt
- © C. C (Magyar Műhely Alapítvány, 1999)